# Lista odcinków serialu Figurantka
Poniżej znajduje się lista odcinków serialu telewizyjnego Figurantka – emitowany przez amerykańską stację telewizyjną  HBO od 22 kwietnia 2012 roku do 12 maja 2019 roku. Powstało siedem serii, które łącznie składają się z 65 odcinków. W Polsce serial był emitowany od 11 czerwca 2012 roku do 13 maja 2019 roku przez HBO Polska.

## Przegląd sezonów
| Seria | Seria | Odcinki | Oryginalna emisja | Oryginalna emisja | Oryginalna emisja | Oryginalna emisja | Oryginalna emisja |
| Seria | Seria | Odcinki | Premiera serii    | Koniec serii      | Premiera serii    | Koniec serii      |                   |
| ----- | ----- | ------- | ----------------- | ----------------- | ----------------- | ----------------- | ----------------- |
|       | 1     | 8       | 22 kwietnia 2012  | 10 czerwca 2012   | 11 czerwca 2012   | 23 lipca 2012     |                   |
|       | 2     | 10      | 14 kwietnia 2013  | 23 czerwca 2013   | 29 kwietnia 2013  | 24 czerwca 2013   |                   |
|       | 3     | 10      | 6 kwietnia 2014   | 15 czerwca 2014   | 26 maja 2014      | 28 lipca 2014     |                   |
|       | 4     | 10      | 12 kwietnia 2015  | 14 czerwca 2015   | 13 kwietnia 2015  | 15 czerwca 2015   |                   |
|       | 5     | 10      | 24 kwietnia 2016  | 26 czerwca 2016   | 25 kwietnia 2016  | 27 czerwca 2016   |                   |
|       | 6     | 10      | 16 kwietnia 2017  | 18 czerwca 2017   | 16 kwietnia 2017  | 18 czerwca 2017   |                   |
|       | 7     | 7       | 31 marca 2019     | 12 maja 2019      | 1 kwietnia 2019   | 2019              |                   |

### Sezon 1 (2012)
| Nr | # | Tytuł           | Reżyseria          | Scenariusz                                    | Premiera HBO     | Premiera HBO Polska |
| -- | - | --------------- | ------------------ | --------------------------------------------- | ---------------- | ------------------- |
| 1  | 1 | Fundraiser      | Armando Iannucci   | Armando Iannucci, Simon Blackwell             | 22 kwietnia 2012 | 11 czerwca 2012     |
| 2  | 2 | Frozen Yoghurt  | Armando Iannucci   | Simon Blackwell, Armando Iannucci             | 29 kwietnia 2012 | 11 czerwca 2012     |
| 3  | 3 | Catherine       | Tristram Shapeero  | Sean Gray, Armando Iannucci, Tony Roche       | 6 maja 2012      | 18 czerwca 2012     |
| 4  | 4 | Chung           | Armando Iannucci   | Sean Gray, Armando Iannucci, Will Smith       | 13 maja 2012     | 25 czerwca 2012     |
| 5  | 5 | Nicknames       | Tristram Shapeero  | Simon Blackwell, Armando Iannucci             | 20 maja 2012     | 2 lipca 2012        |
| 6  | 6 | Baseball        | Armando Iannucci   | Simon Blackwell, Armando Iannucci, Tony Roche | 27 maja 2012     | 9 lipca 2012        |
| 7  | 7 | Full Disclosure | Christopher Morris | Roger Drew, Armando Iannucci, Ian Martin      | 3 czerwca 2012   | 16 lipca 2012       |
| 8  | 8 | Tears           | Armando Iannucci   | Jesse Armstrong, Armando Iannucci             | 10 czerwca 2012  | 23 lipca 2012       |

### Sezon 2 (2013)
W Polsce premierowy odcinek 2 sezonu Figurantka był wyemitowany 29 kwietnia 2013 roku na kanale HBO Polska 
| Nr | #  | Tytuł                | Reżyseria          | Scenariusz                                    | Premiera HBO     | Premiera HBO Polska |
| -- | -- | -------------------- | ------------------ | --------------------------------------------- | ---------------- | ------------------- |
| 9  | 1  | Midterms             | Christopher Morris | Armando Iannucci, Will Smith                  | 14 kwietnia 2013 | 29 kwietnia 2013    |
| 10 | 2  | Signals              | Chris Addison      | Simon Blackwell, Armando Iannucci             | 21 kwietnia 2013 | 6 maja 2013         |
| 11 | 3  | Hostages             | Chris Addison      | Armando Iannucci, Sean Gray                   | 28 kwietnia 2013 | 13 maja 2013        |
| 12 | 4  | The Vic Allen Dinner | Chris Addison      | Simon Blackwell, Armando Iannucci             | 5 maja 2013      | 20 maja 2013        |
| 13 | 5  | Helsinki             | Becky Martin       | Ian Martin, Armando Iannucci                  | 12 maja 2013     | 27 maja 2013        |
| 14 | 6  | Andrew               | Christopher Morris | Armando Iannucci, Tony Roche                  | 19 maja 2013     | 3 czerwca 2013      |
| 15 | 7  | Shutdown             | Becky Martin       | Simon Blackwell, Tony Roche, Armando Iannucci | 2 czerwca 2013   | 10 czerwca 2013     |
| 16 | 8  | First Response       | Armando Iannucci   | Roger Drew, Armando Iannucci                  | 9 czerwca 2013   | 17 czerwca 2013     |
| 17 | 9  | Running              | Tim Kirkby         | Sean Gray, Armando Iannucci , Will Smith      | 16 czerwca 2013  | 24 czerwca 2013     |
| 18 | 10 | D.C.                 | Tim Kirkby         | Armando Iannucci, Tony Roche                  | 23 czerwca 2013  | 24 czerwca 2013     |

### Sezon 3 (2014)
W Polsce premierowy odcinek 3 sezonu Figurantka będzie wyemitowany 26 maja 2014 roku na kanale HBO Polska 
| Nr | #  | Tytuł                | Reżyseria          | Scenariusz                                                | Premiera HBO     | Premiera HBO Polska |
| -- | -- | -------------------- | ------------------ | --------------------------------------------------------- | ---------------- | ------------------- |
| 19 | 1  | Some New Beginnings  | Chris Addison      | Armando Iannucci, Sean Gray, Will Smith                   | 6 kwietnia 2014  | 26 maja 2014        |
| 20 | 2  | The Choice           | Becky Martin       | Armando Iannucci, Roger Drew, Ian Martin                  | 13 kwietnia 2014 | 2 czerwca 2014      |
| 21 | 3  | Alicia               | Christopher Morris | Armando Iannucci, Sean Gray, Ian Martin                   | 20 kwietnia 2014 | 9 czerwca 2014      |
| 22 | 4  | Clovis               | Armando Iannucci   | Armando Iannucci, Kevin Cecil, Roger Drew, Andy Riley     | 27 kwietnia 2014 | 16 czerwca 2014     |
| 23 | 5  | Fishing              | Becky Martin       | Armando Iannucci, Georgia Pritchett, Will Smith           | 4 maja 2014      | 23 czerwca 2014     |
| 24 | 6  | Detroit              | Tim Kirkby         | Armando Iannucci, Kevin Cecil, David Quantick, Andy Riley | 11 maja 2014     | 30 czerwca 2014     |
| 25 | 7  | Special Relationship | Becky Martin       | Simon Blackwell, Armando Iannucci, Tony Roche             | 18 maja 2014     | 7 lipca 2014        |
| 26 | 8  | Debate               | Armando Iannucci   | Armando Iannucci & David Quantick & Tony Roche            | 1 czerwca 2014   | 14 lipca 2014       |
| 27 | 9  | Crate                | Chris Addison      | Armando Iannucci & Simon Blackwell & Georgia Pritchett    | 8 czerwca 2014   | 21 lipca 2014       |
| 28 | 10 | New Hampshire        | Chris Addison      | Simon Blackwell & Armando Iannucci & Tony Roche           | 15 czerwca 2014  | 28 lipca 2014       |

### Sezon 4 (2015)
22 kwietnia 2014 roku stacja HBO zamówiła oficjalnie czwarty sezon serialu.
| Nr | #  | Tytuł               | Reżyseria        | Scenariusz                                                   | Premiera HBO     | Premiera HBO Polska |
| -- | -- | ------------------- | ---------------- | ------------------------------------------------------------ | ---------------- | ------------------- |
| 29 | 1  | Joint Session       | Chris Addison    | Armando Iannucci, Simon Blackwell, Georgia Pritchett,        | 12 kwietnia 2015 | 13 kwietnia 2015    |
| 30 | 2  | East Wing           | Stephanie Laing  | Armando Iannucci, Kevin Cecil, Roger Drew, Andy Riley        | 19 kwietnia 2015 | 20 kwietnia 2015    |
| 31 | 3  | Data                | Becky Martin     | Armando Iannucci, Simon Blackwell, Neil Gibbons, Rob Gibbons | 26 kwietnia 2015 | 27 kwietnia 2015    |
| 32 | 4  | Tehran              | Becky Martin     | Armando Iannucci, Ian Martin, Tony Roche                     | 3 maja 2015      | 4 maja 2015         |
| 33 | 5  | Convention          | Stephanie Laing  | Armando Iannucci, Sean Gray, David Quantick                  | 10 maja 2015     | 11 maja 2015        |
| 34 | 6  | Storms and Pancakes | Chris Addison    | Georgia Pritchett, Will Smith                                | 17 maja 2015     | 18 maja 2015        |
| 35 | 7  | Mommy Meyer         | Becky Martin     | Armando Iannucci, Roger Drew, David Quantick                 | 24 maja 2015     | 25 maja 2015        |
| 36 | 8  | B/ill               | Becky Martin     | Armando Iannucci, Tony Roche, Andy Riley, Kevin Cecil        | 31 maja 2015     | 1 czerwca 2015      |
| 37 | 9  | Testimony           | Armando Iannucci | Sean Gray, Will Smith, Armando Iannucci                      | 7 czerwca 2015   | 8 czerwca 2015      |
| 38 | 10 | Election Night      | Chris Addison    | Simon Blackwell, Tony Roche, Armando Iannucci                | 14 czerwca 2015  | 15 czerwca 2015     |

### Sezon 5 (2016)
14 kwietnia 2015 roku stacja HBO zamówiła oficjalnie piąty sezon serialu.
| Nr | #  | Tytuł               | Reżyseria       | Scenariusz                               | Premiera HBO     | Premiera HBO Polska |
| -- | -- | ------------------- | --------------- | ---------------------------------------- | ---------------- | ------------------- |
| 39 | 1  | Morning After       | Chris Addison   | David Mandel                             | 24 kwietnia 2016 | 25 kwietnia 2016    |
| 40 | 2  | Nev-AD-a            | Chris Addison   | Lew Morton                               | 1 maja 2016      | 2 maja 2016         |
| 41 | 3  | The Eagle           | Chris Addison   | Steve Koren                              | 8 maja 2016      | 9 maja 2016         |
| 42 | 4  | Mother              | Dale Stern      | Alex Gregory, Peter Huyck                | 15 maja 2016     | 16 maja 2016        |
| 43 | 5  | Thanksgiving        | Chris Addison   | Sean Gray, Georgia Pritchett, Will Smith | 22 maja 2016     | 23 maja 2016        |
| 44 | 6  | C**tgate            | Brad Hall       | Georgia Pritchett, Will Smith            | 29 maja 2016     | 30 maja 2016        |
| 45 | 7  | Congressional Ball  | Maurice Marable | Billy Kimball                            | 5 czerwca 2016   | 6 czerwca 2016      |
| 46 | 8  | Camp David          | Becky Martin    | Rachel Axler                             | 12 czerwca 2016  | 13 czerwca 2016     |
| 47 | 9  | Kissing Your Sister | David Mandel    | Erik Kenward                             | 19 czerwca 2016  | 20 czerwca 2016     |
| 48 | 10 | Inauguration        | Becky Martin    | Jim Margolis                             | 26 czerwca 2016  | 27 czerwca 2016     |

### Sezon 6 (2017)
21 kwietnia 2016 roku stacja HBO zamówiła oficjalnie szóstego sezon serialu.
| Nr | #  | Tytuł          | Reżyseria            | Scenariusz                           | Premiera HBO     | Premiera HBO Polska |
| -- | -- | -------------- | -------------------- | ------------------------------------ | ---------------- | ------------------- |
| 49 | 1  | Omaha          | David Mandel         | Lew Morton                           | 16 kwietnia 2017 | 16 kwietnia 2017    |
| 50 | 2  | Library        | Craig Zisk           | Alex Gregory, Peter Huyck            | 23 kwietnia 2017 | 23 kwietnia 2017    |
| 51 | 3  | Georgia        | Becky Martin         | Billy Kimball                        | 30 kwietnia 2017 | 30 kwietnia 2017    |
| 52 | 4  | Justice        | Dale Stern           | Rachel Axler                         | 7 maja 2017      | 7 maja 2017         |
| 53 | 5  | Chicklet       | Beth McCarthy-Miller | Gabrielle Allan, Jennifer Crittenden | 14 maja 2017     | 14 maja 2017        |
| 54 | 6  | Qatar          | Becky Martin         | Steve Hely                           | 21 maja 2017     | 21 maja 2017        |
| 55 | 7  | Blurb          | Morgan Sackett       | Ian Maxtone-Graham                   | 28 maja 2017     | 28 maja 2017        |
| 56 | 8  | Judge          | Beth McCarthy-Miller | Ted Cohen                            | 11 czerwca 2017  | 11 czerwca 2017     |
| 57 | 9  | A Woman First  | Brad Hall            | Erik Kenward                         | 18 czerwca 2017  | 18 czerwca 2017     |
| 58 | 10 | Groundbreaking | David Mandel         | David Mandel                         | 25 czerwca 2017  | 25 czerwca 2017     |

### Sezon 7 (2019)
| Nr | # | Tytuł             | Reżyseria            | Scenariusz                                              | Premiera HBO     | Premiera HBO Polska |
| -- | - | ----------------- | -------------------- | ------------------------------------------------------- | ---------------- | ------------------- |
| 59 | 1 | Iowa              | David Mandel         | Lew Morton                                              | 31 marca 2019    | 1 kwietnia 2019     |
| 59 | 2 | Discovery Weekend | Dale Stern           | Billy Kimball i Eric Kenward                            | 7 kwietnia 2019  | 8 kwietnia 2019     |
| 61 | 3 | Pledge            | Morgan Sackett       | Rachel Axler                                            | 14 kwietnia 2019 | 15 kwietnia 2019    |
| 62 | 4 | South Carolina    | Beth McCarthy-Miller | Alex Gregory i Peter Huyck                              | 21 kwietnia 2019 | 22 kwietnia 2019    |
| 63 | 5 | Super Tuesday     | Becky Martin         | Ted Cohen, Gabrielle Allan i Jennifer Crittenden        | 28 kwietnia 2019 | 29 kwietnia 2019    |
| 64 | 6 | Oslo              | Brad Hall            | Steve Hely, Ian Maxtone-Graham, Dan O'Keefe i Dan Mintz | 5 maja 2019      | 6 maja 2019         |
| 65 | 7 | Veep              | David Mandel         | David Mandel                                            | 12 maja 2019     | 13 maja 2019        |